# هال ليندسي
هال ليندسي (بالإنجليزية: Hal Lindsey)‏ هو داعية إنجيلي وكاتب أمريكي، ولد في 23 نوفمبر 1929 في هيوستن في الولايات المتحدة.

## وصلات خارجية
- الموقع الرسمي
- هال ليندسي على موقع IMDb (الإنجليزية)
- هال ليندسي على موقع إن إن دي بي (الإنجليزية)
- هال ليندسي على موقع ديسكوغز (الإنجليزية)
- هال ليندسي على موقع قاعدة بيانات الفيلم (الإنجليزية)
- هال ليندسي على موقع كينوبويسك (الروسية)